# Ducetia zagulajevi
Ducetia zagulajevi är en insektsart som beskrevs av Andrej Vasiljevitj Gorochov 2001. Ducetia zagulajevi ingår i släktet Ducetia och familjen vårtbitare. Inga underarter finns listade i Catalogue of Life.